# HNK Suhopolje
Hrvatski nogometni klub Suhopolje – chorwacki klub piłkarski z siedzibą w Suhopolju. Został założony w 1912 roku.
Największym sukcesem drużyny jest gra w I lidze, kiedy pod nazwą Mladost 127, zdobyła trzecie miejsce. W 2001 roku klub zmienił nazwę z NK Mladost 127 na HNK Suhopolje.